# Igbo (Sprache)
Igbo (veraltet Ibo) ist die Sprache der gleichnamigen Igbo in Nigeria und wird von ungefähr 18 bis 25 Millionen Menschen gesprochen. Das Verbreitungsgebiet ist vorwiegend der Südosten Nigerias, der sich 1967 als Biafra einseitig für unabhängig erklärte. Igbo gehört zum Sprachzweig der igboiden Sprachen innerhalb der Benue-Kongo-Sprachen als Teil der Niger-Kongo-Sprachen. Igbo gehört, so wie Haussa und Yoruba, zu den Hauptsprachen Nigerias, neben der offiziellen englischen Amtssprache. 
Es wird überwiegend als Kommunikations- und Verkehrssprache benutzt, seltener als Lese- und Schreibsprache, da nur wenig Literatur in Igbo vorhanden ist. In vielen städtischen Bereichen der Igbos wird es inzwischen häufig durch lokale Dialekte des Nigerianischen Pidgin ersetzt. Es wird ibo [íɓò] ausgesprochen und bedient sich des pannigerianischen Alphabets. Mehrere Dutzend verschiedene Dialekte existieren neben einem standardisierten Igbo, einer Tonsprache mit zwei Tönen: hoch und tief.
Zu den literarischen Zeugnissen zählt die Erzählung Chi Ewere Ehihe Jie des nigerianischen Autors Joseph Uchechuku Tagbo Nzeako.

## Alphabet
Das allgemein genutzte, an das Internationale Phonetische Alphabet angelehnte Alphabet für Igbo wurde in den 1950er Jahren von S. E. Onwu, dem Vorsitzenden des Onwu Orthography Committee, festgelegt. 
| Igbo-Zeichen | Aussprache | Igbo-Zeichen | Aussprache |
| ------------ | ---------- | ------------ | ---------- |
| A, a         | [⁠a⁠]        | Ọ, ọ         | [⁠ɔ⁠]        |
| B, b         | [⁠b⁠]        | P, p         | [⁠p⁠]        |
| CH, ch       | [⁠ʧ⁠]        | Kp, kp       | [ɓ/k͡p]     |
| D, d         | [⁠d⁠]        | R, r         | [⁠ɾ⁠]        |
| E, e         | [⁠e⁠]        | S, s         | [⁠s⁠]        |
| F, f         | [⁠f⁠]        | Sh, sh       | [⁠ʃ⁠]        |
| G, g         | [⁠ɡ⁠]        | T, t         | [⁠t⁠]        |
| Gb, gb       | [ɡ͡b]       | U, u         | [⁠u⁠]        |
| Gh, gh       | [⁠ɣ⁠]        | Ụ, ụ         | [⁠ʊ⁠]        |
| H, h         | [⁠h⁠]        | V, v         | [⁠v⁠]        |
| I, i         | [⁠i⁠]        | W, w         | [⁠w⁠]        |
| Ị, ị         | [⁠ɪ⁠]        | Y, y         | [⁠j⁠]        |
| J, j         | [⁠ʤ⁠]        | Z, z         | [⁠z⁠]        |
| K, k         | [⁠k⁠]        | Ch, ch       | [⁠ʧ⁠]        |
| L, l         | [⁠l⁠]        | Gw, gw       | [ɡʷ]       |
| M, m         | [⁠m⁠]        | Kw, kw       | [kʷ]       |
| N, n         | [⁠n⁠]        | Nw, nw       | [ŋw]       |
| Ṅ, ṅ         | [⁠ŋ⁠]        | Ny, ny       | [nj]       |
| O, o         | [⁠o⁠]        |              |            |

## Textprobe
Allgemeine Erklärung der Menschenrechte:
A mụrụ mmadụ nile n'ohere nakwa nha anya ugwu na ikike. E nyere ha uche na mmụọ ime ihe ziri ezi nke na ha kwesiri ịkpaso ibe ha agwa n'obi nwanne na nwanne.
Alle Menschen sind frei und gleich an Würde und Rechten geboren. Sie sind mit Vernunft und Gewissen begabt und sollen einander im Geist der Brüderlichkeit begegnen.